# Bull

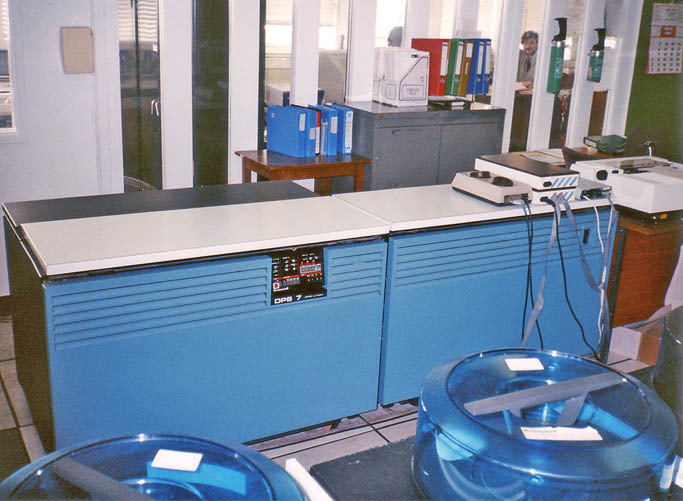
Unidad central Honeywell-Bull DPS 7 de 1990

Bull es una sociedad francesa especializada en la informática profesional.
En agosto de 2014 la compañía francesa Atos anunció que había adquirido una participación de control en Bull SA a través de una oferta de compra lanzada en mayo. Atos anunció en octubre de 2014 la compra definitiva de Bull.
La máscara de las tarjetas inteligentes de la norma GSM (tarjeta SIM), fue desarrollada por BULL CP8 en Trappes.
Bull puso en marcha el Hoox m², el primer teléfono inteligente Europeo con seguridad integrada. La gama Hoox de móviles y teléfonos inteligentes seguros mantiene la confidencialidad de voz, SMS, correo electrónico y la comunicación de datos.

## Actividades
Los sectores de actividad de Bull:
- La computación de alto rendimiento (HPC), es decir las supercomputadoras.
- Los servidores Linux, Windows, AIX y mainframes GCOS (concepción, fabricación, distribución),
- Los sistemas de almacenamiento de información y de archivo de datos.
- Los softwares : open source (software libre), de supervisión y de administración, Linux, Microsoft,
- El consejo, la provisión de servicios informáticos y el desarrollo de soluciones adaptadas a los   clientes,
- Los servicios de integración de los sistemas, particularmente para las Telecomunicaciones, el sector público, la sanidad, la defensa, la energía,  los bancos…
- El outsourcing,
- Los servicios de soporte informático (gestionados por la entidad  "Bull Support logiciel")
- La seguridad informática y las soluciones de soberanía: infraestructuras de gestión de las claves (IGC o PKI en inglés) para la producción de certificados electrónicos, soluciones de firmas electrónicas, soluciones criptográficas de software y de hardware, soluciones dedicadas a la seguridad de las bancas electrónicas , soluciones dedicadas a la gestión de las identidades y de los accesos (Evidian, sucursal de Bull). Bull es también uno de los accionarios del operador de seguridad Keynectis (Operador de servicios de confianza).

## Historia
Bull es un actor antiguo en los sistemas de información. La empresa Bull data de los comienzos de la mecanografía. Fundada en 1931 para desarrollar y comercializar las máquinas estadísticas pensadas por el ingeniero noruego Fredrik Rosing Bull, pasará a llamarse al poco H.W. Egli Bull (1931-1935), luego Compagnie des Machines Bull hasta 1990, y por fin Bull desde 1997.
- Historia de Bull (1919-1932), la sociedad deviene en 1933 en la Compagnie des Machines Bull.
- Durante la Ocupación (1940-1944), Bull fue el principal proveedor de material  mecanográfico del Service national des statistiques, fundado por René Carmille. Esto constituyó el fichero de desembarco en África del Norte. Un proceso judicial interminable lo opuso a IBM a propósito de la tarjeta perforada de 80 columnas.[4]
- Bull : De la mecanografía a la electrónica (1931-1964). Bull desarrolla el primer ordenador multitarea, el Gamma 60 (1958) Esta máquina es, en términos de material, la tecnología punta de los progresos de la época, (en particular por lo que concierne a la multitarea),  pero se ve lastrada por la falta de software. Bull, habiendo comprado la filial sueca de RCA, se ve sin fondos, y es comprada por General Electric
- De Bull-General Electric a CII-Honeywell Bull (1964-1983): En 1964, la empresa pasa a llamarse Bull General Electric, al poco de la integración en el grupo General Electric; este mantiene los productos de gama alta, confía a Bull los productos de gama media y los de gama baja a Olivetti.
- Bull fue asociada en seguida a Honeywell, tras de la transferencia de las actividades mundiales de informática de General Electric a Honeywell, y tomó el nombre de Honeywell Bull
- En 1975, el Gobierno francés hundió el consorcio Unidata (CII + Siemens + Philips), creado para competir con IBM y que podría haber sido el Airbus de la informática, denunciando unilateralmente el acuerdo y vendiendo la Compagnie Internationale d'Informatique (CII) a Honeywell-Bull
- El equipo Ichbiah pasa de CII a la nueva estructura, y propuso en nombre de Honeywell la definición del Lenguaje de programación Ada que acepta El Pentágono (1983).
- La compañía fue nacionalizada en 1982 : se crea el Groupe Bull por el reagrupamiento de CII-Honeywell-Bull, SEMS y Transac. El Estado francés deviene mayoritario en el capital.
- En octubre de 1989, Bull compra Zenith Data Systems, constructor americano de microordenadores PC. Esta operación iba destinada a hacerse con el mercado del gobierno federal, pero supuso grandes pérdidas, debido a las cláusulas de dichos contratos, en particular el US Air Force contract Desktop IV. ZDS fabricaba ordenadores muy baratos, pero sus placas madre resultaban muchas veces defectuosas una vez en uso, lo que requería de un servicio técnico a domicilio, por lo que ZDS tuvo que contratar a otra firma para proporcionar el servicio. Además, en virtud de una cláusula por la que debía proporcionar actualizaciones de software gratuitas, se vio forzada a asumir el coste pasar 200.000 equipos a Windows 95. Este error estratégico condujo a la reventa de ZDS a la sociedad Packard Bell NEC en 1996 (de la que curiosamente ZDS era accionista mayoritario con un 80%).
- En 1991-1992, Bull se centró en las actividades de servidores de gama media y alta, el servicio al cliente y servicios de desarrollo e integración de software.
- Los años 1994 à 1997 ven la privatización progresiva del grupo Bull, conducido por Jean-Marie Descarpentries, con la creación de una base de accionistas (entre ellos France Télécom y NEC) y la abertura del capital al público. Esta etapa permite aumentar la parte del Estado francés al 17,3%. EL grupo sería totalmente reprivatizado en  2004.
- Al final de 2000, el grupo vende su negocio de tarjetas inteligentes a  Schlumberger, hoy Axalto (desde 2006,  Axalto ha fusionado con Gemplus y se nombra ahora Gemalto).

- Desde el comienzo de los años noventa, el grupo ha conocido varias reestructuraciones, la última de las cuales se terminó en 2004. Al comienzo de 1999, los efectivos de Bull eran todavía un poco más que 20.000. Al final de 2001, los efectivos de la empresa han bajado a alrededor de 10 000 personas.  En 2008, Bull emplea alrededor de 7.800 salariados, pero vuelve a empezar a emplear fuertemente (1000 personas en 2008).

- En agosto de 2014 la compañía francesa Atos anunció que había adquirido una participación de control en Bull SA a través de una oferta de compra lanzada en mayo.[1] Atos anunció en octubre de 2014 la compra definitiva de Bull.[2]

## Proveedores Europeos y mundiales
Hoy en día, Bull es un grupo totalmente privado, rentable (desde 2007) y en crecimiento relativo.
Su objetivo es de ser uno de los principales proveedores europeos y mundiales en sistemas de información abiertos. El grupo se está expandiendo rápidamente en los servicios de integración de sistemas,  particularmente por los proyectos muy grandes: telecomunicaciones, sector público, defensa. Prevé emplear 1000 personas en 2008 en este dominio, 400 de las cuales en Francia.
Bull ha también devenido uno de los especialistas mundiales de supercomputadoras. La compañía ha entregado al Commissariat à l'énergie atomique en 2006 y en 2007 el más potente complejo europeo de supercomputadoras TERA-10/CCRT, y tiene que entregar en 2009 una supercomputadora de casi 300 Tflops en el ámbito del GENCI.
Constituye un último resistente en Europa en el sector informático. Todos sus competidores europeos han sido comprado uno a uno por multinacionales americanas o japonesas.

## Oferta de Bull en sistemas abiertos
Desde 2002, Bull anuncia una vuelta de los sistemas abiertos y del software libre. 
Esta estrategia conduce :
- Desde 2002 a la fundación del primer consorcio mundial dedicado a los software de infraestructura libre, ObjectWeb, hoy OW2 ,
- Al lanzamiento en 2003 de una nueva generación de servidores abiertos por las aplicaciones comerciales y científicas, NovaScale®.
- Al lanzamiento en 2005 de una oferta de servicios global que permita pensar, construir y utilizar las aplicaciones críticas de empresa apoyándose sobre toda la riqueza funcional del software libre.

En 2005, Bull cambia de logotipo y confirma su estrategia definiéndose como 'Arquitecto de un mundo abierto' .
La firma de contratos de importancia mundial en 2005 y 2006 confirma el éxito de esta estrategia y el nuevo potencial del Grupo. 
En 2007, Bull ha anunciado el lanzamiento progresivo de 7 iniciativas estratégicas para acompañar las empresas y las administraciones en el desarrollo de sistemas de información abiertos, el programa 7i .